# Gare de Portet-Saint-Simon
Gare de Portet-Saint-Simon – stacja kolejowa w Portet-sur-Garonne, w departamencie Górna Garonna, w regionie Oksytania, we Francji.
Została otwarta w 1861 przez Compagnie des chemins de fer du Midi et du Canal latéral à la Garonne. Jest stacją Société nationale des chemins de fer français (SNCF), obsługiwaną przez pociągi TER Midi-Pyrénées oraz linię D kolei miejskiej Tuluzy.